# برايان دويل (كاتب)
برايان دويل هو كاتب للأطفال وكاتب كندي، ولد في 12 أغسطس 1935 في أوتاوا في كندا.